# Падалка, Иван Иванович
Иван Иванович Па́далка (укр. Іван Іванович Падалка; 15 ноября 1894, село Жерноклевы Золотоношского уезда Полтавской губернии, Российская империя (ныне Черкасская область, Украина) — 13 июля 1937, Киев, УССР, СССР) — советский украинский художник и график.

## Биография
Родился в крестьянской семье.
Окончил церковно-приходскую и двухлетнюю министерскую школу. В 1910 году поступил в художественно-промышленную школу имени Гоголя в Миргороде на стипендию, которую выхлопотал для него местный дворянин. В 1912 году был исключён оттуда за «атеизм», организацию выступлений учеников против администрации школы и распространение листовок на украинском языке. После исключения поступил на работу в мастерскую при этнографическом музее в Полтаве, где проработал полгода, изготавливая копии традиционных украинских ковров. В 1913 году поступил в Киевскую художественную школу, где учился у И. Селезнёва, начав тогда же заниматься графикой и оформлением детских книг. Окончив это учебное заведение в 1917 году, поступил в Украинскую государственную академию искусств, где учился у Михаила Бойчука и Василия Кричевского и с 1919 года был в числе участников создания настенных панно для Луцких красноармейских казарм Киева.
Окончив академию в 1920 году, до 1921 года преподавал живопись в художественно-керамическом техникуме Миргорода и руководил при нём же мастерской по созданию детских игрушек. В 1921 году перешёл в Межигорский художественно-керамический техникум, расположенный под Киевом, где работал до 1925 года. В 1925 году вступил в Ассоциацию революционного искусства УССР и тогда же стал преподавателем в Харьковском художественном институте; в 1934 году перешёл преподавать в Киевский художественный институт. С 1927 года стал участвовать в различных международных художественных выставках в Европе.
Был арестован 30 сентября 1936 года по обвинению в «пропаганде националистического формализма» и расстрелян в 1937 году (согласно некоторым источникам, был приговорён к расстрелу спустя ровно год после ареста и расстрелян в 1938 году). Был посмертно реабилитирован 1 февраля 1958 года.

## Творчество
Творческое наследие Падалки представлено большим количеством плакатов на революционную тематику — он участвовал в оформлении агитпароходов, агитпоездов, декораций для революционных праздников, — а также большим количеством иллюстраций и обложек к книгам, преимущественно детским. Живопись представлена пейзажами, натюрмортами, портретами, картинами на революционную тематику, бытовыми сценами, абстракцией. Наиболее известные картины: «Атака красной конницы», «Фотограф на селе», «Молочники», «Сбор баклажанов», «Сбор яблок», «Соревнования шахтёров», «Двое», «Украинка», «Натюрморт», «Портрет Валерьяна Полищука», «Портрет жены Марии Пасько», «Автопортрет».